# François Thijssen
François Thijssen ou Frans Thijsz (né vers le XVIe siècle et mort le 13 octobre 1638) était un explorateur néerlandais qui s'est rendu célèbre pour avoir longé la côte sud de l'Australie au début du XVIIe siècle.
Capitaine du bateau Gulden Zeepaerdt, il naviguait entre le cap de Bonne-Espérance et Batavia lorsqu'il dériva trop au sud et découvrit le 26 janvier 1627 les côtes de l'Australie dans la région de cap Leeuwin.
Thijssen continua de naviguer vers l'est, relevant plus de 1 500 kilomètres de côtes australiennes. Il appela cette terre « Land van Pieter Nuyts » (« La terre de Pieter Nuyts ») en l'honneur du représentant de la compagnie des Indes hollandaises à bord. Nuyts fit le relevé des îles qui forment maintenant l'archipel Nuyts. Le bateau arriva à destination le 10 avril 1627. Les relevés des côtes furent incorporés en 1628 par le cartographe Hessel Gerritsz dans les cartes de la région.

## Sources
- Michael Pearson Great Southern Land. The maritime explorations of Terra Australis (2005) (published by the Australian government department of the environment and heritage)
- Data on trips of the VOC ships 'Gulden Zeepaard' and 'Valk'